# مخلفات

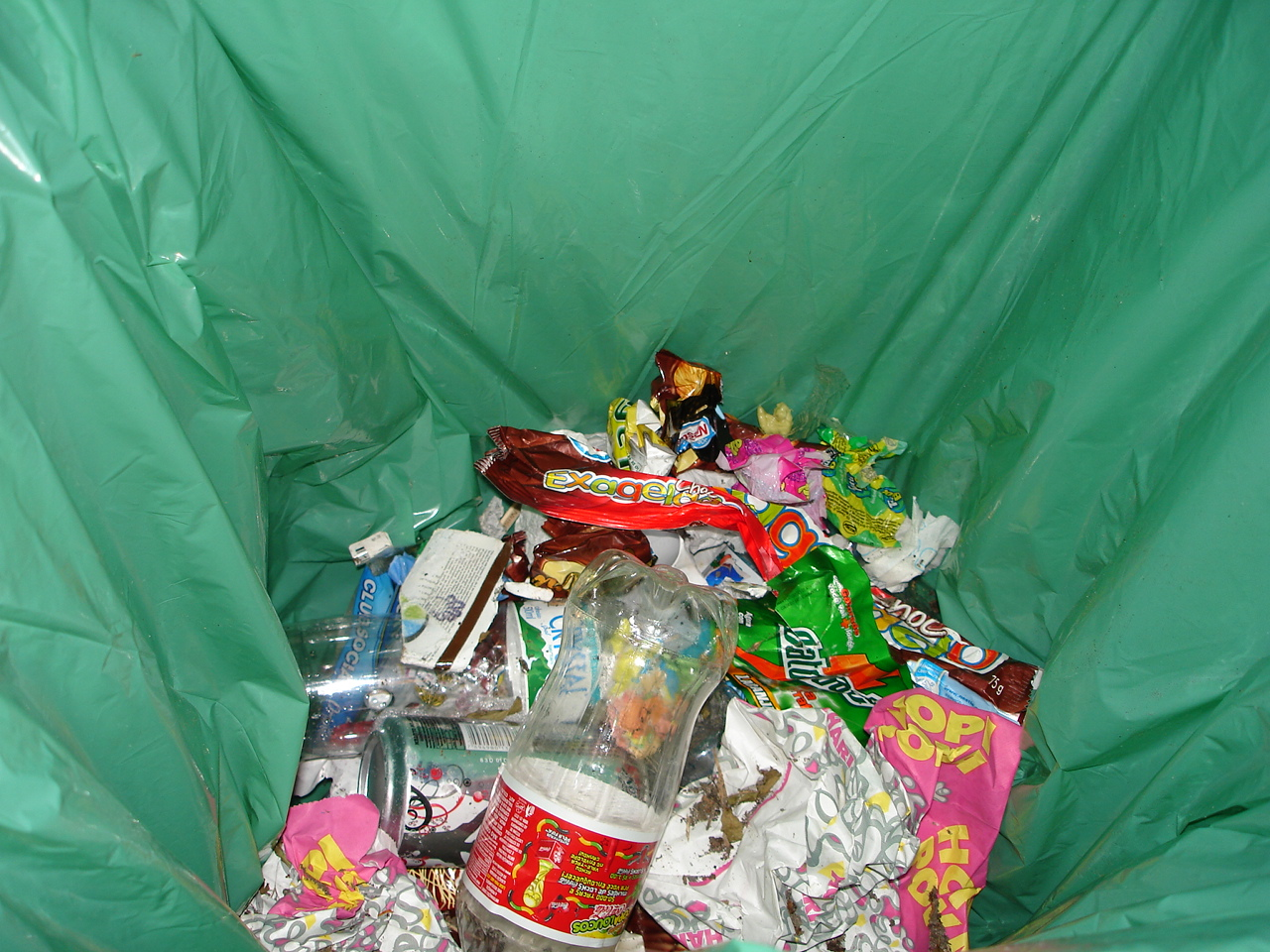
المخلفات موضوعة في كيس القمامة

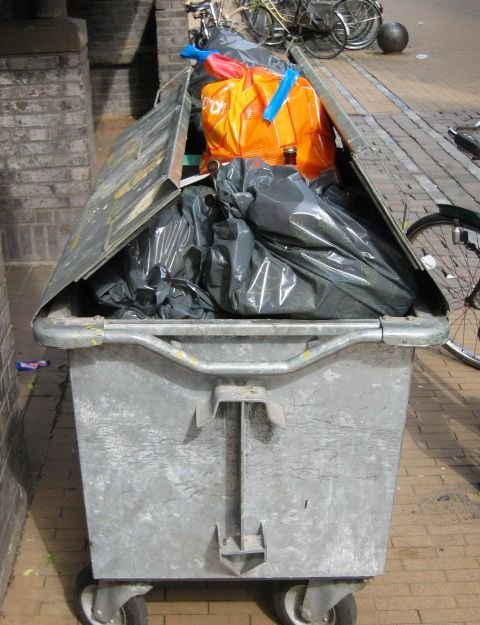
نفايات تنتظر الرمي

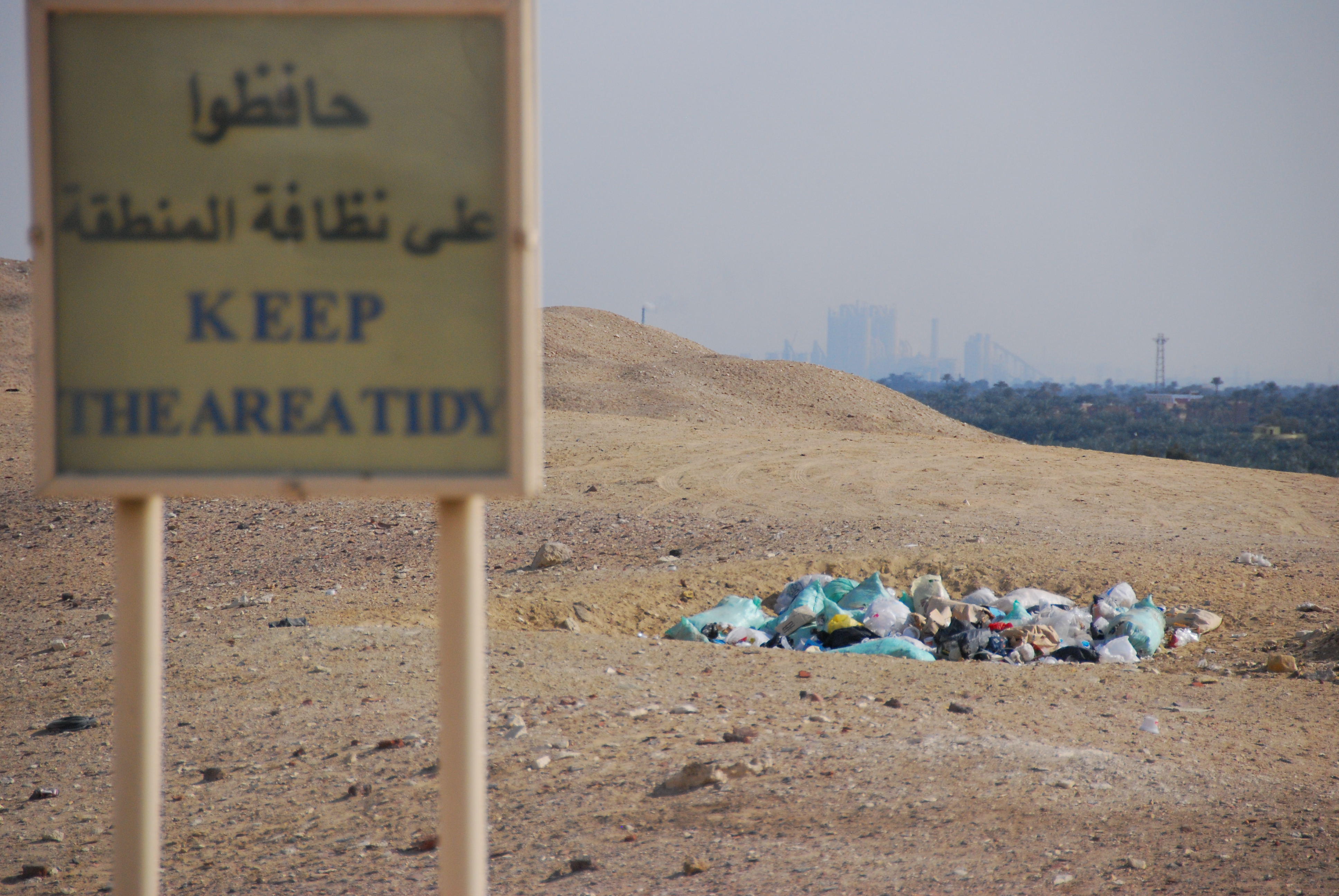
القمامة تسبب مشاكل صحية وبيئية إن لم يتم تجميعها.

مخلفات البيئة أو النُّفايات أو الفضلات هي أي مواد زائدة وغير مرغوبة، ويمكن أن تعني القمامة أو المهملات. وفي علم الأحياء، يقصد بالمخلفات المواد الزائدة أو السموم (الذيفانات) التي تخرج من الكائنات الحية.
و من الصعب تعريف ماهية المخلفات. فما هو من المخلفات لبعض الناس يعتبر ذا قيمة لغيرهم. فالشعب الأمريكي يخلف يوميا ما نسبته 4.5 رطل (2.05 كيلو جرام) من المخلفات للشخص الواحد، 55 بالمائة منها قمامة منزلية.
و إدارة المخلفات يقصد به التحكم بالجمع والمعالجة والتخلص من المخلفات. والهدف منه هو تقليص التأثير السلبي للمخلفات على البيئة والمجتمع.
تطور الصناعة وتقدمها إلى الأمام أدى إلى المزيد من النواتج الثانوية سواء كانت في شكل غازات أو نفايات صلبة أو سوائل أو نصف صلبة تلقى في الماء أو الهواء أو على الأرض.
كما هو معروف تحول المواد الخام إلى منتجات صناعية كاملة أو نصف كاملة وهي حينما لا تجد هذه النواتج الثانوية قدرا من النفع على المستوى الاقتصادي فإنها تلقى بها على الأرض أو الماء أو الهواء.
من أهم النفايات التي تلوث الإنسان أو بيئته هي النفايات الصناعية خاصة إذا لم تكن عوُلِجت قبل إلقاءها خارج المصانع فعند إلقاء النفايات بجوار المصنع بلا حراك تقوم الرياح بحمل الغازات الخارجة منها وربما أجزاء منها إلى أماكن بعيدة ومن هذه الغازات ما هو سام ويمكن أن تؤثر على الصحة الإنسانية.

## التأثيرات البيئية

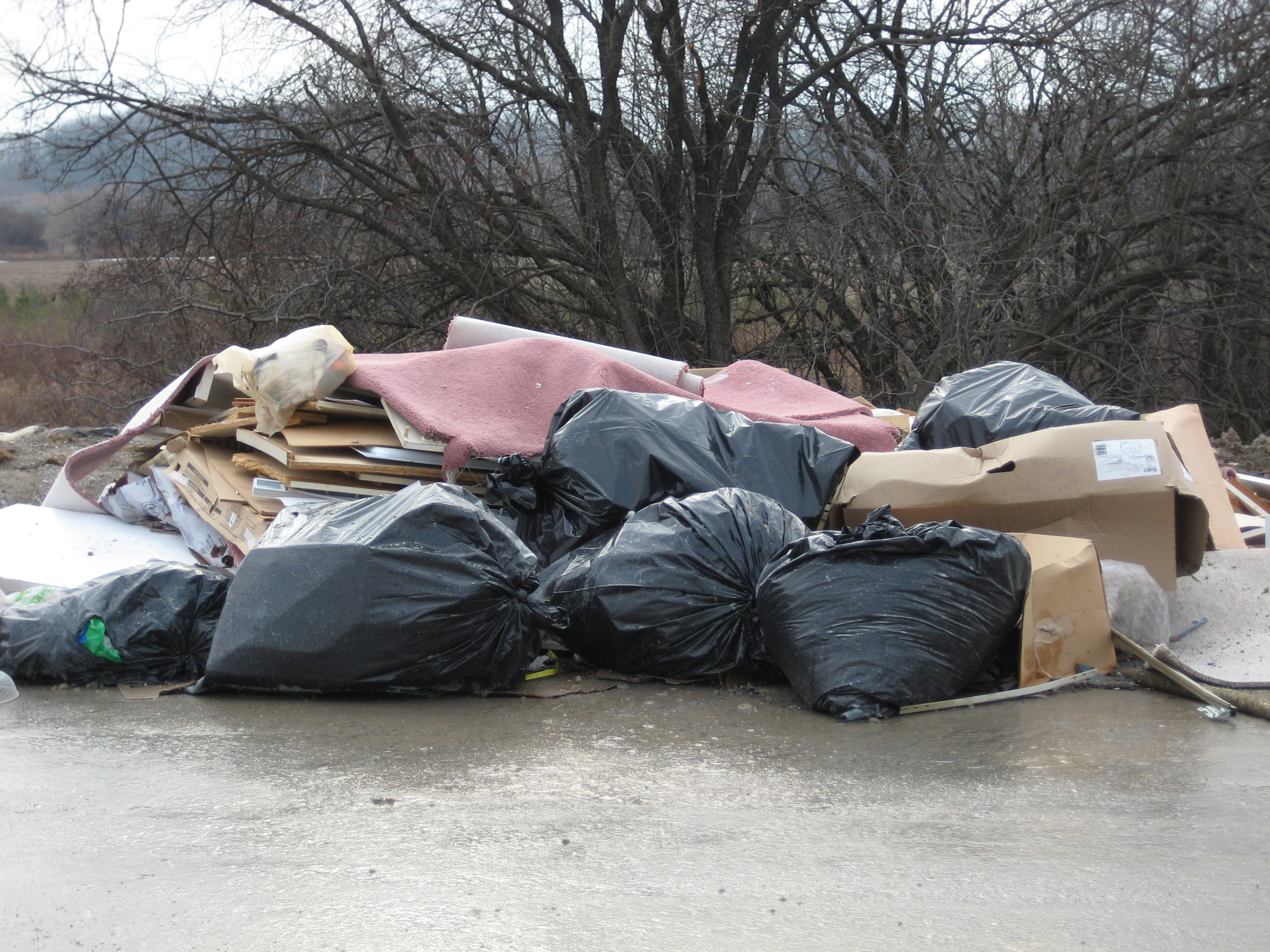
التخلص من المخلفات بشكل غير قانوني

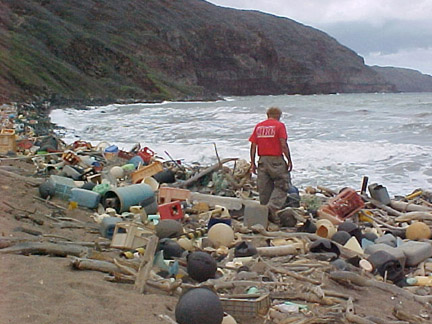
المخلفات البحرية على الشاطئ في هاواي

تعمل النفايات الصناعية الصلبة مثل مخلفات الأطعمة وقشور الفاكهة والخضروات على تجميع الحشرات التي تنقل السموم والأمراض إلى حيث يمتد بها والانتقال إلى الأماكن المزدحمة بالسكان بالإضافة إلى أن هذه النفايات تلوث الجو بالغازات المنطلقة منها أو الدخان الناتج عن احتراقها.
و تكمن خطورة النفايات عند اقترانها بالمياه التي قد تصل إليها فتعمل على تلوث المياه الجوفية بالإضافة إلى أنها تعتبر مزرعة لتكاثر الكائنات الحية للأمراض مثل الفئران والصراصير والذباب.
إذا لم يتم اتخاذ الاحتياطات اللازمة عند حرق النفايات فإن ذلك يؤدي إلى تلوث الأرض بدلا من تلوث الهواء.
كما يؤدي وجود المواد العضوية في النفايات إلى تحللها البيولوجي بواسطة الميكروبات، كالبكتيريا، ويتخلف عن هذا التحلل المواد السائلة والغازية السامة، مثل أكاسيد الآزوت، وثاني أوكسيد الكبريت والنيتروجين، فضلاً عن تكاثر الحشرات الضارة، وهو ما يؤدي إلى تلويث التربة السطحية، والتأثير على نوعية المياه الجوفية، ورفع نسبة الأحماض فيها، مما يجعل التربة غير صالحة للإنبات.
ومن ناحية أخرى، يؤدي تراكم النفايات، خصوصاً الصلبة، إلى شغل مساحات واسعة من الأرض. وهذا يحول دون استغلالها في الزراعة، أو البناء، كما أن ذلك يشوه المنظر الجمالي والحضري للمناطق التي توجد بها ويؤثر صحياً ونفسياً على الصحة العامة.

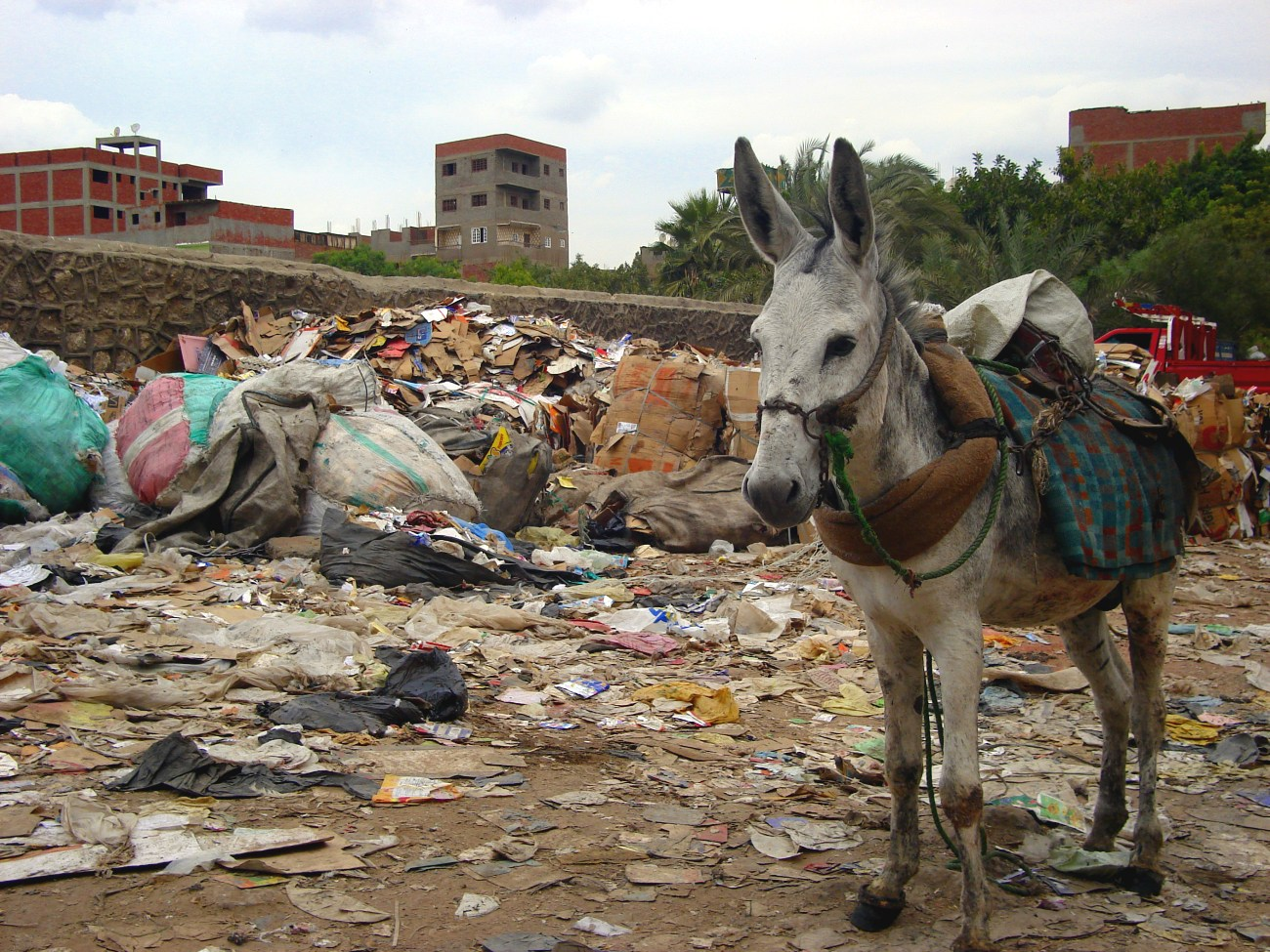
حمار بحي الزبالين في القاهرة

## أخطار النفايات على الصحة العامة
يؤدي تراكم النفايات سواء المنزلية أو الصناعية أو التجارية دون معالجتها أو التخلص
منها بصورة نهائية إلى تشكيل مصدر للخطر يهدد صحة الأهالي فأكوام القمامة تشجع على تكاثر البكتريا والجراثيم
والفيروسات والقوارض مما يؤدى إلي انتشار الأمراض وتفشي الأوبئة الفتاكة ؛ ما لم يتم عزل النفايات
تماماً عن الدورة الغذائية للإنسان ومعالجتها لوقف تكاثر البكتريا.

## مكونات المخلفات
أغلب المخلفات تتكون من المواد التالية:
- أوراق - صحف، أوراق مكتبية، مواد تغليف.
- لدائن - علب مشروبات، مواد تغليف (أكياس).

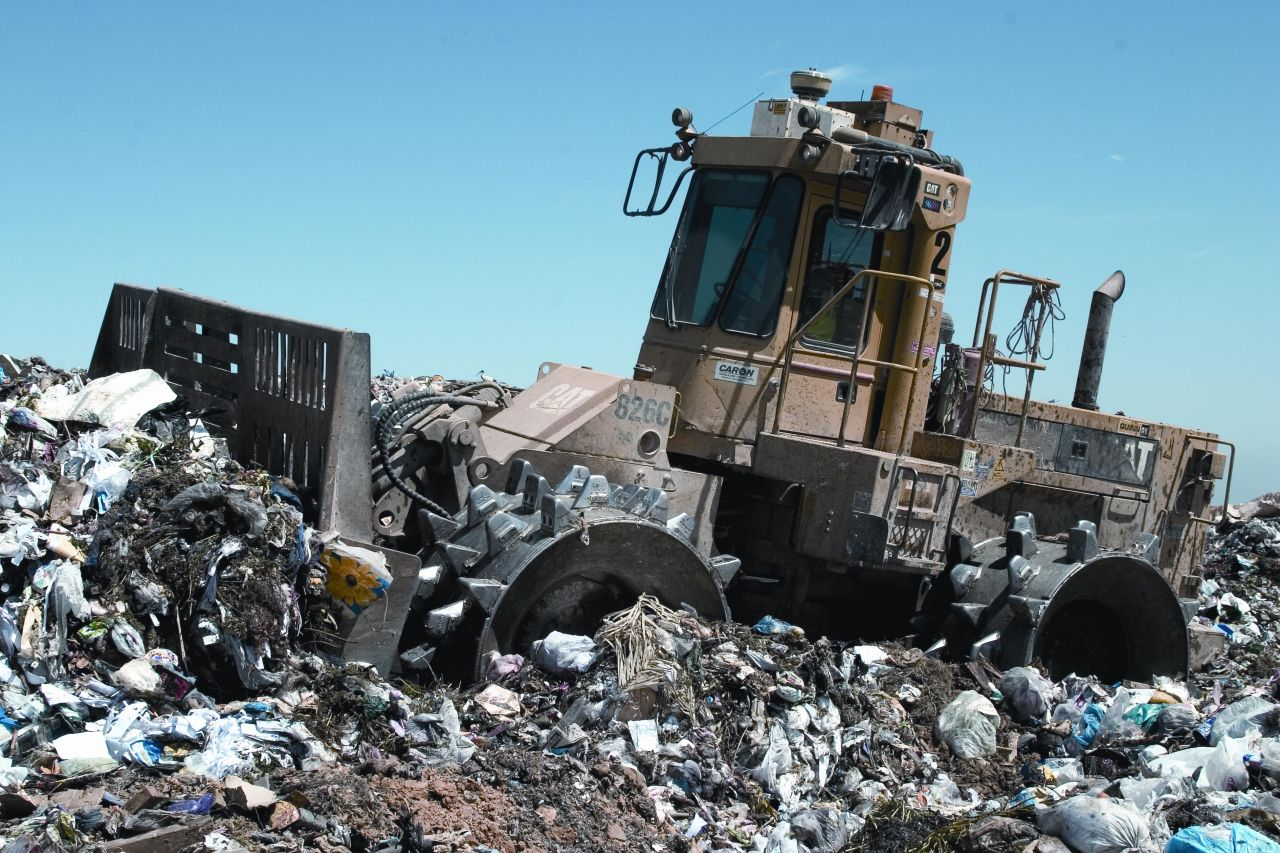
تنتهي أكثر المخلفات في موقع دفن النفايات

- فلزات - علب، أجهزة، مواد بناء.
- زجاج - نوافذ، قناني.
- البراز
- أخشاب - أثاث، مواد بناء، ألواح.

## منظومة التوافق البيئي مع النفايات
في التعامل غير العلمي مع النفايات تظهر أشكال غير متوافقة مع البيئة للتخلص من النفايات، مما يتسبب في تعقيد المشكلات ولا يقدم حلولاً عملية لها. ومن الأساليب غير المتوافقة:

### الحرق
ينطوي أسلوب الحرق على مخاطر عديدة، من أهمها تلويث الهواء بنواتج حرق خامات متعددة، قد يكون منها المواد البلاستيكية؛ مما ينشر غازات وأبخرة سامة في الجو. كما أنه ينتج عن حريق النفايات سائل سام ملوث للبيئة. فضلاً عن إهدار القيمة الاقتصادية لعناصر ومكونات صالحة لإعادة الاستخدام داخل القمامة.

### الطمر
الطمر هو الدفن، ومن مخاطره تولد سوائل سامة عن النفايات المطمورة تلوث التربة والمياه الجوفية. كما أن الطمر لا يمنع تسرب الفئران والحشرات للنفايات عن طريق أنفاق تتسرب منها الروائح الكريهة وغاز الميثان، وفيها تتكاثر الحشرات حاملة شتى الأمراض.

### الرمي في المجاري والمسطحات المائية
وهو السبب الرئيسي في تلوث مياه الأنهار والبحار، فالبحر الأبيض المتوسط يستقبل 14.2 مليون طن من المخلفات السامة سنوياً، إما بشكل مباشر من مخلفات صناعات الدول المطلة عليه -خاصة الدول الأوربية ومصر-، أو بشكل غير مباشر من المياه النهرية التي تنصرف إلى البحر المتوسط -خاصةً نهر النيل-، ومنها مياه تزيد عن 16 مليار متر مكعب من مياه الصرف الزراعي والصرف الصحي تصل إلى بحيرات مصر الشمالية ثم إلى البحر المتوسط المتصلة بها عن طريق البواغيز.